# Division de Kosi
Kosi est division territoriale  de l'État du Bihar en Inde. Sa capitale est Saharsa.

## Districts
- Madhepura,
- Saharsa,
- Supaul